# 苻菁
苻菁（？—355年7月5日），表字不詳，略陽臨渭（今甘肅秦安）氐族人。十六國時期前秦將領、宗室。景明帝苻健侄兒，官至太尉。後在苻健患病時發動政變，意圖殺太子自立但失敗並遭處死。

## 生平
苻菁是苻健兄長之子，不過苻健的兩個兄長都因後趙君主石虎猜疑苻氏而遇害。永和六年（350年），苻健接掌苻洪部眾後稱晉朝官爵，並與晉廷聯絡，以苻菁為揚武將軍，準備進攻關中。不久苻健正式出兵關中，並於盟津分七千兵讓苻菁走河東地區經軹關渡過黃河，自己則領軍渡過黃河並經潼關直取長安。苻健在分別時更手執苻菁的手說：「若果事情不成功，你死在河北，我死在河南，不再相見。」意謂背水一戰，必須成功。隨著據守關中的杜洪派往抵抗苻健大軍的將領張先於潼關戰敗，渭北的氐、羌酋長都向苻健投降，苻菁所過的郡縣都向其歸降。及後苻菁在渭北生擒張先，三輔郡縣堡壘皆盡向苻健投降，杜洪亦棄長安出奔，苻健得以入據長安。
皇始元年（351年），苻健稱天王，正式建立前秦，封平昌公，任衞大將軍，擔當守衞苻健及太子苻萇所居宮舍的重任。次年苻健稱帝，進封苻菁為平昌王。
皇始二年（352年），苻菁奉命與丞相苻雄領兵略地關東並救援正受到東晉安西將軍謝尚及姚襄攻擊的後趙豫州牧張遇，終大敗晉軍。次年，前涼派將軍張弘及宋修聯同王擢進攻前秦，苻菁又與苻雄領兵抵禦，終大敗涼軍並俘獲張弘及宋修。不久將軍苻飛敗於氐王楊初，苻菁就與苻雄還屯隴東。接著因張遇謀叛失敗而引發原與張遇同謀的孔特、劉珍、喬秉等人各據城叛變，苻雄返回長安準備討伐，而苻菁則出兵上洛郡，並設置荊州，治於豐陽（今陝西山陽縣）。
皇始四年（354年），東晉征西大將軍桓溫發動北伐，自荊州進攻關中，苻健於是命苻萇與苻雄、苻菁等領兵抵抗，卻於藍田縣敗於桓溫，於是退守長安城南，聯同雷弱兒所率從長安城內調來的三萬精兵防禦停駐於灞上的桓溫大軍。後桓溫因敗於苻雄，亦缺乏軍糧，於是退兵，苻萇等於是率大軍追擊，殺傷晉兵以萬計。苻健不久追論抵抗桓溫的功勞，以苻菁為司空。
皇始五年（355年），苻菁改任太尉。同年，因應苻萇於上一年十月去世，苻健立了三子苻生為太子。苻健在六月患病，至庚辰日（7月5日），苻菁以為苻健已死，於是帶兵攻入太子所住的東宮，意圖殺死苻生，自己登位。不過當時苻生在苻健所住的西宮侍疾，苻菁於是轉攻東掖門。苻健知道外有變亂，於是登上端門陳兵自衞。苻菁部眾見苻健未死，恐懼之下都自潰，苻健於是拿下苻菁，數責其罪後處死他，沒再追究其他人。